# G. Hannelius
Genevieve Hannelius (født 22. december 1998 i Boston, Massachusetts) er en amerikansk sangerinde og skuespiller, der er kendt som en Disney-stjerne.

## Udvalgt filmografi

### Film
- 2010 Spejder-brormand – Emily Pearson
- 2010 Historien om julehunden – Janie

### Tv-serier
- 2009-10 Sonnys chance – Dakota Condor
- 2010-11 Held og lykke, Charlie! – Jo Keener
- 2012- Dog with a Blog – Avery Jennings
- 2014 Jessie – Mackenzie "Mad Mac"